# Nathaniel Hone (1718-1784)
Pour les articles homonymes, voir Nathaniel Hone et Hone.
Nathaniel Hone, né le 24 avril 1718 à Dublin, et mort le 14 août 1784 à Londres, est un peintre miniaturiste, émailleur et graveur à l'aquatinte. Il est membre de la Society of Artists et l'un des membres fondateurs de la Royal Academy.

## Biographie

### Jeunesse et formation
Nathaniel Hone naît le 24 avril 1718 à Wood Quay à Dublin. Il descend d'une famille d'orfèvres. Son père, Nathaniel Hone, est marchand à Dublin et trésorier de la congrégation de la Chapelle presbytérienne de la rue Eustace. 
Il fait son éducation artistique seul.

### Carrière et mariage
Nathaniel Hone arrive en Angleterre fort jeune, réside notamment à York, où il épouse une jeune fille riche et vient s'établir à Londres. Il s'y fait une rapide réputation comme peintre de portraits, à l'huile, en miniature et en émail. Ses émaux le placent au premier rang des artistes de son temps.
Nathaniel Hone est membre de la Society of Artists et l'un des membres fondateurs de la Royal Academy. Il a des démêlés avec Sir Joshua Reynolds et Angelica Kauffmann. Il fait même deux tableaux qu'il envoie à l'exposition de 1775, dans lequel les académiciens y voient une attaque déguisée contre ces deux illustres collègues, et qui pour cette raison sont refusés. Nathaniel répond à cette mesure par une exposition de soixante-six de ses œuvres, dont les deux refusées par l'Académie, et cette manifestation est considérée comme la première exposition d'un artiste isolé.
Il ne garde pas de rancune envers ses collègues : l'année suivante, il fait un nouvel envoi à l'exposition de la Royal Academy et il continue de la sorte jusqu'à sa mort.
Habile graveur, son tableau Deux moines se réjouissant, qu'il reproduit à l'aquatinte, devient extrêmement populaire.
Le musée de Dublin conserve de lui un portrait de l'artiste, Portrait d'homme, Le Garçon fumant la pipe, Un gentleman. La National Portrait Gallery conserve un portrait de l'artiste, Horatio Walpole, comte d'Orford[Lequel ?] et John Wesley.
Jouissant d'une jolie fortune, en 1753, il passe un mois à Paris. 

### Dernières années et descendance
Nathaniel a quatre fils, dont deux, Horace et Camillus, sont des peintres. Parmi ses quatre filles, deux d'entre elles servent de modèle pour des gravures de Charles Philips et de Greenwood.
Nathaniel Hone meurt le 14 août 1784 à Londres.